# Herbata mrożona

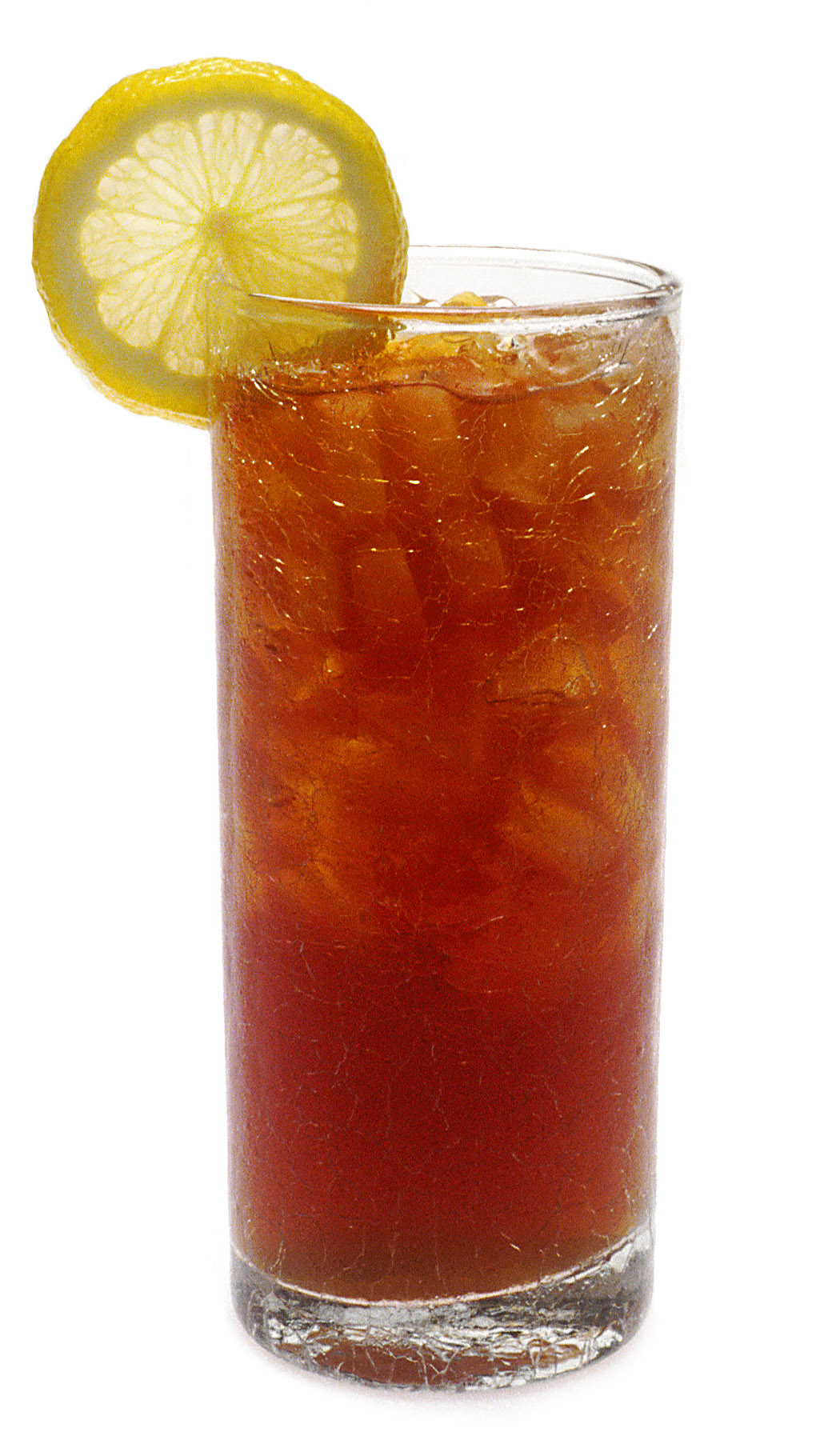
Ice tea z plasterkiem cytryny

Herbata mrożona – rodzaj herbaty, serwowanej na zimno z lodem. Termin odnosi się zarówno do napoju przygotowanego w domowy sposób, jak i do fabrycznie rozlewanych i produkowanych herbat takich firm jak Lipton czy Nestlé (Nestea). Mrożona herbata jest sprzedawana w butelkach o różnej pojemności, puszkach, jak również w kartonikach.